# Кнооп, Герхард Оукама
Герхард Оукама Кнооп (нем. Gerhard Ouckama Knoop; 1861, Бремен — 1913) — немецкий беллетрист.
По образованию техник. В 1885 Кнооп приехал в Россию и получил место химика на Даниловской мануфактуре под Москвой. Все его романы и повести были написаны в России, но материал для них он брал из германской действительности. Ряд его статей и иных сообщений, появившихся в «Новостях», «Вестнике Знания», «Научном Слове», «Вестнике Самообразования», «Донской Речи», обратил на него внимание русских читателей. Его главные произведения: «Die Karburg» (1897), «Die Decadenten» (1898), «Die erlösende Wahrheit», «Das Element» (1901), «Die Pilgerschaft Sebalds Soeker’s» (1903; за этот роман Кноопа современники называли его «самым остроумным немецким писателем наших дней»).